# District de Chibombo
Le district de Chibombo est un district de Zambie, situé dans la province Centrale. Sa capitale se situe à Chibombo. Selon le recensement zambien de 2000, le district a une population de 241 612 personnes.